# Arena Națională
Pour l’article homonyme, voir Stadionul Național.
Le Arena Națională est un stade omnisports situé dans le complexe sportif Lia Manoliu de Bucarest en Roumanie.
Les propriétaires (la municipalité de Bucarest) et le gouvernement roumain ont payé 234 millions d'euros pour la construction du stade, qui est capable d'accueillir 55 600 personnes, mais avec une expansion potentielle de 63 000 personnes.
Il est le premier terrain labellisé 5 étoiles UEFA du pays, et peut ainsi organiser des compétitions européennes.

## Histoire
En octobre 2005, il a été décidé de reconstruire complètement l'ancien stade national. Cependant, à la suite de problèmes de financement, la reconstruction fut annulée. Plus tard, les fonds étaient disponibles et la reconstruction commença en novembre 2007.
Le 8 octobre 2009, il a été décidé que le stade serait équipé d'un toit rétractable (membrane), entraînant un coût supplémentaire de 20 millions d'euros,.

## Événements
- Finale de la Ligue Europa, 9 mai 2012 (52.347 spectateurs)[3].
- Match Atlético Madrid - Chelsea FC (Ligue des Champions), le 23 février 2021[4].
- Finale de la Coupe de Roumanie de football
- Supercoupe de Roumanie de football
- Championnat d'Europe de football 2020

## Galerie

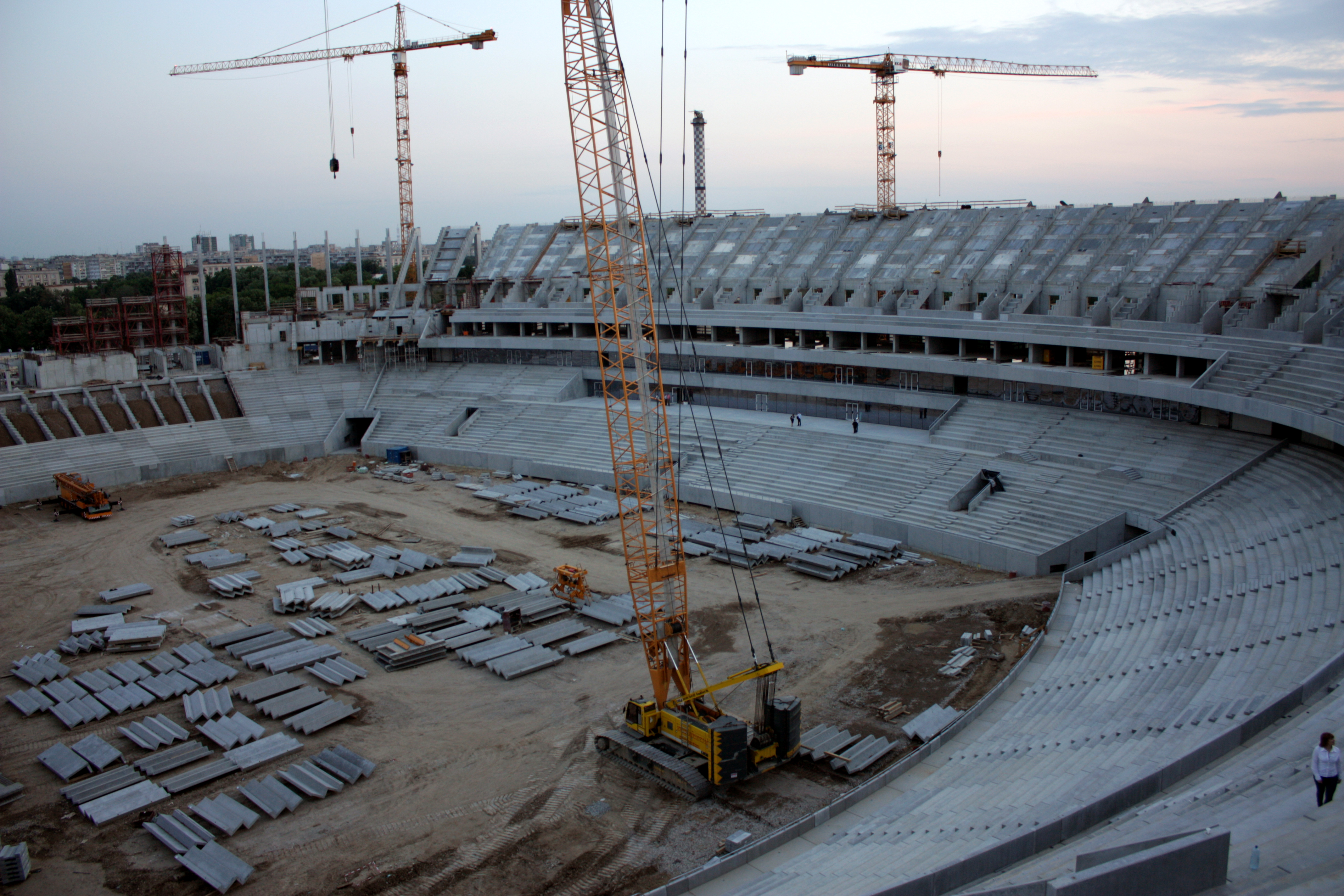
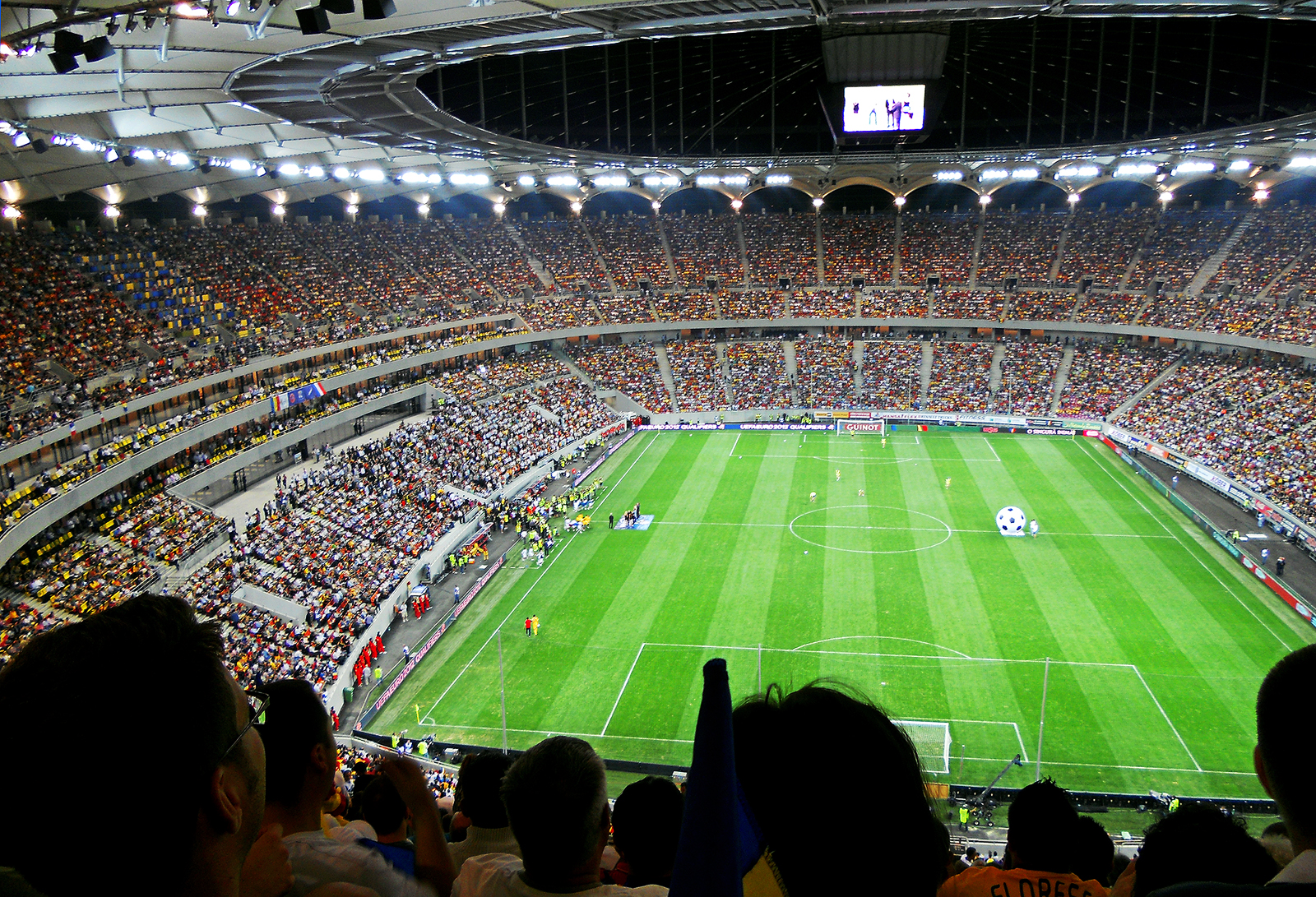
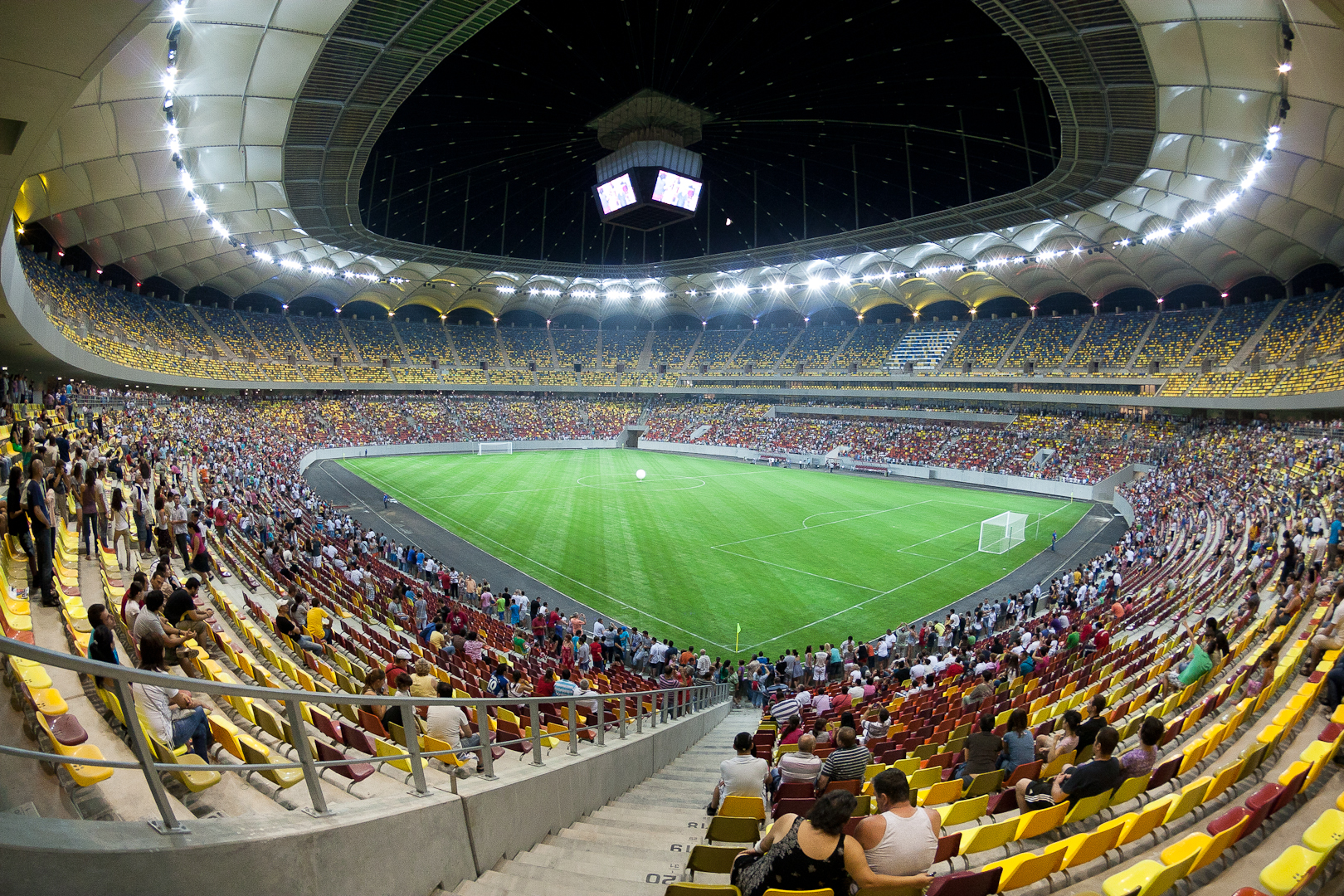

### Concerts
| Date            | Artiste               | Tournée                        | Affluence |
| --------------- | --------------------- | ------------------------------ | --------- |
| 31 août 2012    | Red Hot Chili Peppers | I'm with You World Tour        | 47 000    |
| 15 mai 2013     | Depeche Mode          | The Delta Machine Tour         | 34 729    |
| 3 juillet 2019  | Ed Sheeran            | ÷ Tour                         | 48 044    |
| 14 aout 2019    | Metallica             | Worldwired                     | 50 244    |
| 16 juillet 2023 | Guns N' Roses         | We're F'N' Back! Tour          | 42 000    |
| 26 juillet 2023 | Depeche Mode          | Memento Mori World Tour        | 45 000    |
| 12 juin 2024    | Coldplay              | Music of the Sphere World Tour |           |
| 13 juin 2024    | Coldplay              | Music of the Sphere World Tour |           |
| 24 aout 2024    | Ed Sheeran            | +-=÷x Tour                     | 70 000    |

### Championnat d'Europe de football 2020
Quatre matchs de l'Euro 2020 ont lieu à l'Arena Națională.
| Date         | Heure | Équipe 1 | Résultat             | Équipe 2          | Tour               | Affluence |
| ------------ | ----- | -------- | -------------------- | ----------------- | ------------------ | --------- |
| 13 juin 2021 | 18 h  | Autriche | 3 - 1                | Macédoine du Nord | 1er tour, groupe C | 9 082     |
| 17 juin 2021 | 15 h  | Ukraine  | 2 - 1                | Macédoine du Nord | 1er tour, groupe C | 10 001    |
| 21 juin 2021 | 18 h  | Ukraine  | 0 - 1                | Autriche          | 1er tour, groupe C | 10 472    |
| 28 juin 2021 | 21 h  | France   | 3 - 3 a. p. 4 - 5tab | Suisse            | Huitième de finale | 22 642    |